# Auda
Auda (Auða eller Öda betyder den grundrika) även kallad Ladgun Svanhvit (forrnordiska Hlaðguðr svanhvít), var enligt legenden en skandinavisk prinsessa som var dotter till Ivalde och Hildegun. Hon födde enligt vissa berättelser en son tillsammans med kung Helge som senare fick namnet Harald Hildetand.